# الغليمات (أولاد افطيس)
الغليمات هو دُوَّار يقع بجماعة مطران، إقليم سيدي بنور، جهة الدار البيضاء سطات في المملكة المغربية. ينتمي الدوّار لمشيخة أولاد افطيس التي تضم 9 دواوير. يقدر عدد سكانه بـ 378 نسمة حسب الإحصاء الرسمي للسكان والسكنى لسنة 2004.

## روابط خارجية
- البوابة الوطنية للجماعات الترابية
- المندوبية السامية للتخطيط